# Proagosternus sicardi
Proagosternus sicardi är en skalbaggsart som beskrevs av Dewailly 1950. Proagosternus sicardi ingår i släktet Proagosternus och familjen Melolonthidae. Inga underarter finns listade i Catalogue of Life.